# 吳從龍 (隆慶進士)
吳從龍（1545年—1571年），原名吳從周，字希德，號拙菴，江西南昌府寧州人，民籍，明朝政治人物。

## 生平
隆慶四年（1570年）庚午科江西鄉試第三十名舉人，五年（1571年）中式辛未科會試第三百九名，三甲第二百六十名進士。吏部觀政，未授官而卒。

## 家族
曾祖吳仲默；祖父吳勝，布政司都事；父吳全，母時氏；繼母周氏。重慶下。